# Vesna Pisarović
Vesna Pisarović (Brčko (Bosnië en Herzegovina), 9 april 1978) is een Kroatische zangeres.
Ze groeide op in Požega. Ze volgde al op zeer jonge leeftijd muzieklessen, speelde fluit, zong in koren en deed mee aan verschillende muziekfestivals.
In het midden van de jaren negentig verhuisde Vesna naar Zagreb waar ze haar muzikale carrière voortzette. Ze begon in clubs te zingen en zelf haar liedjes te schrijven. In 1997 trad ze op het Kroatische festival Zadarfest op, waar ze Milana Vlaović ontmoette. Vlaović begon liedjes te schrijven voor Vesna.
In 2002 won Vesna Pisarović Dora, de Kroatische nationale finale voor het Eurovisiesongfestival. Haar lied Everything I want werd op het Eurovisiesongfestival 2002 elfde.
Vesna Pisarović nam twee albums op: een debuutalbum If you knew, uitgebracht in 2000 (het bestverkochte debuutalbum van Kroatië in dat jaar) en het tweede album Made for you uit 2001.
Vesna Pisarović won awards op verschillende festivals, en een derde album is in de maak.
1993: Put · 
1994: Tony Cetinski · 
1995: Magazin & Lidija · 
1996: Maja Blagdan · 
1997: ENI · 
1998: Danijela · 
1999: Doris Dragović · 
2000: Goran Karan · 
2001: Vanna · 
2002: Vesna Pisarović · 
2003: Claudia Beni · 
2004: Ivan Mikulić · 
2005: Boris Novković · 
2006: Severina · 
2007: Dragonfly feat. Dado Topić · 
2008: Kraljevi Ulice & 75 Cents · 
2009: Igor Cukrov feat. Andrea Šušnjara · 
2010: Feminnem · 
2011: Daria Kinzer · 
2012: Nina Badrić · 
2013: Klapa s Mora · 
2016: Nina Kraljić · 
2017: Jacques Houdek · 
2018: Franka Batelić · 
2019: Roko · 
2021: Albina Grčić · 
2022: Mia Dimšić · 
2023: Let 3 · 
2024: Baby Lasagna · 
2025: Marko Bošnjak
- Gemeinsame Normdatei: 1051069289
- International Standard Name Identifier: 0000 0003 7299 7981
- Library of Congress Control Number: n2017018258
- MusicBrainz: 37a6782a-d60c-4288-83ac-7b697fe38bf9
- Virtual International Authority File: 309561338
- WorldCat: E39PBJmdphf6hQJjDtWWJx4Xh3